# Eyregrasschlüpfer
Der Eyregrasschlüpfer (Amytornis goyderi) ist ein Vogel aus der Familie der Staffelschwänze.

## Beschreibung

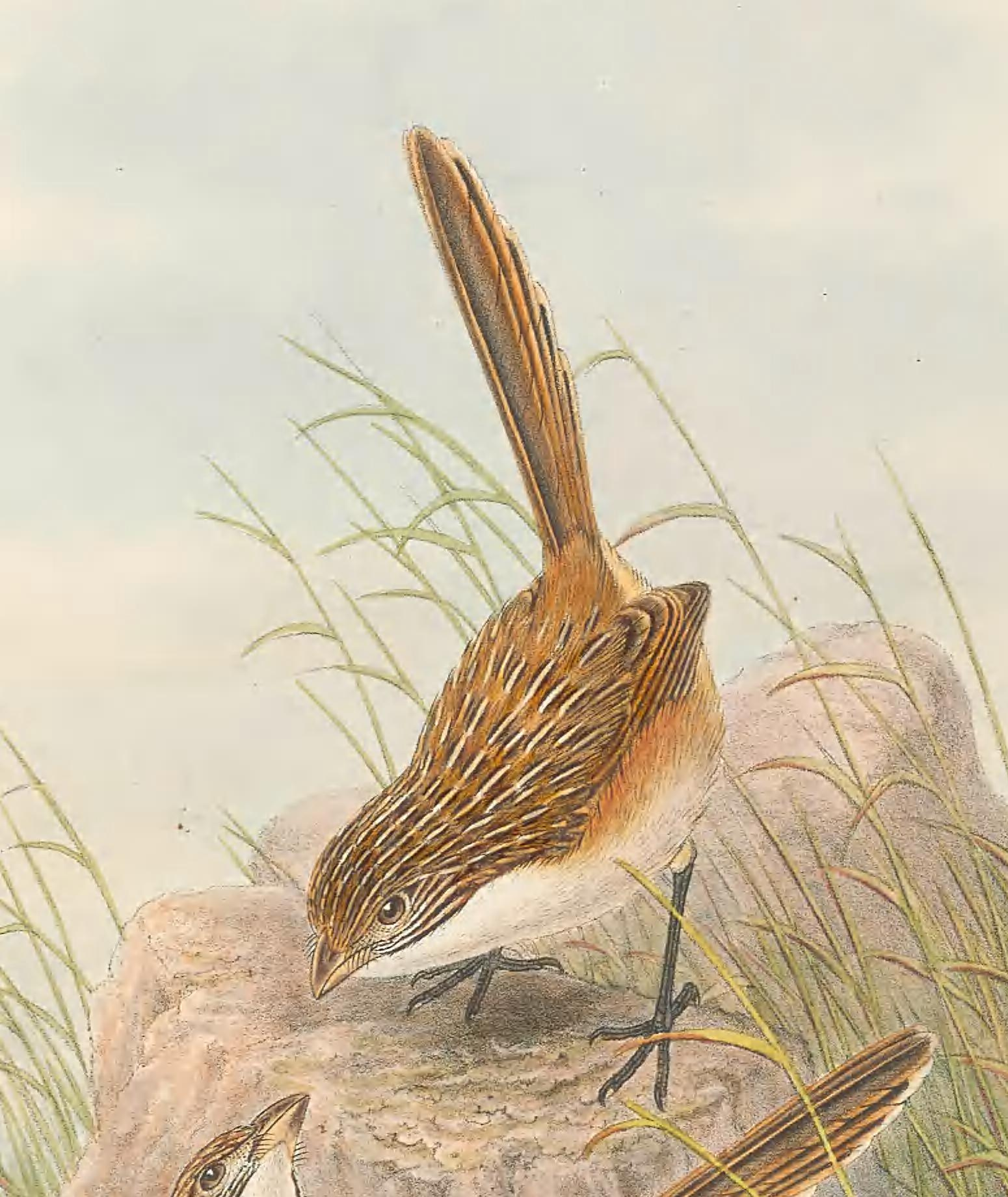
Eyregrasschlüpfer, Illustration

Der 14 Zentimeter große Vogel hat ein braunes, mit weißen Streifen versehenes Rücken- und Kopfgefieder. Der Schwanz ist dunkelbraun bis schwarz. Der Schnabel und die Beine sind grau gefärbt. Zudem hat der Vogel mehrere schwarze Streifen unter dem Auge. Die Vögel haben kleine zurückgebildete Flügel, mit denen sie nur schlecht fliegen können.

## Verbreitung und Lebensweise

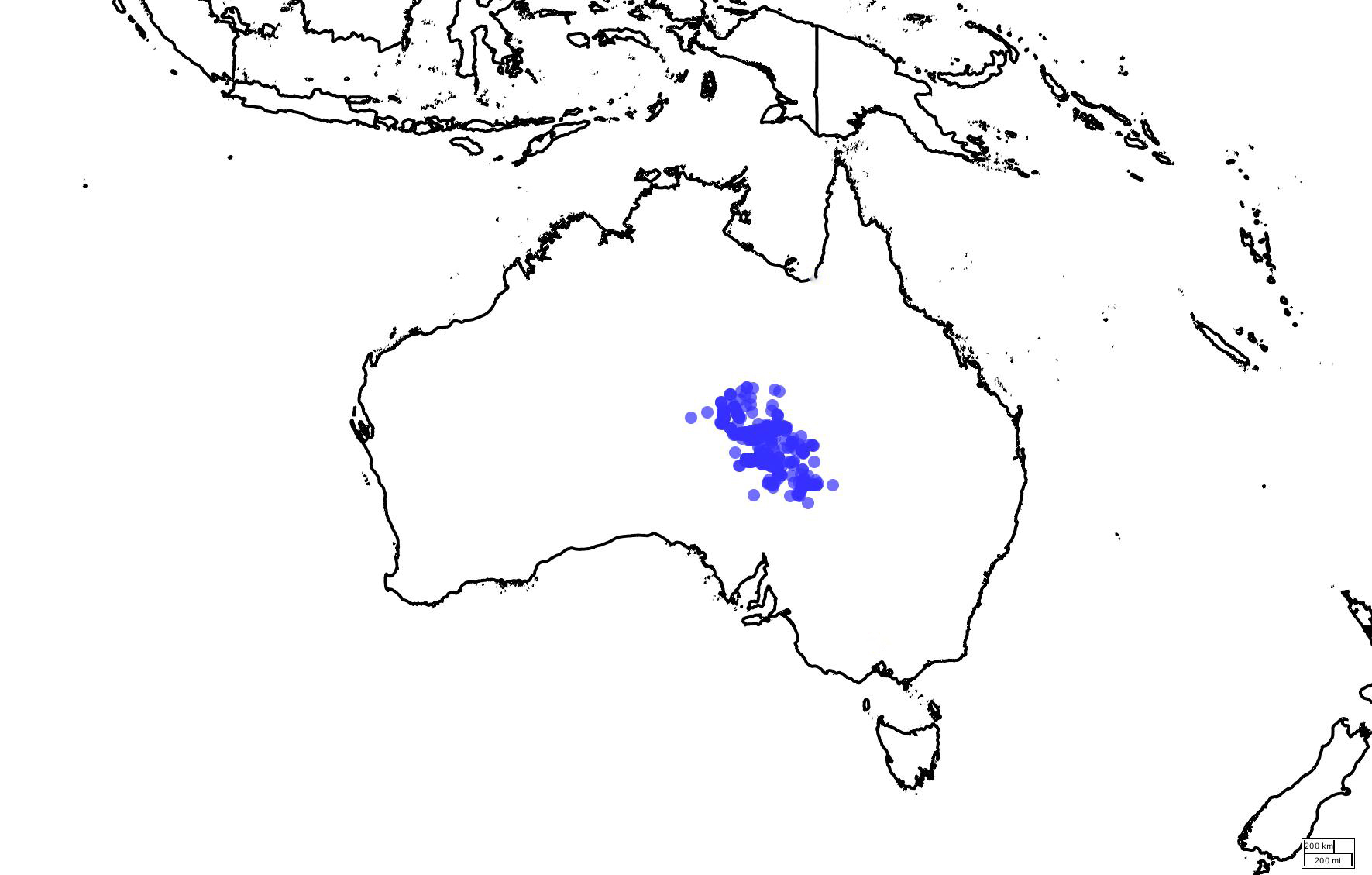
Verbreitung des Eyregrasschlüpfers

Diese Art kommt nur um den Lake Eyre in der Simpsonwüste, Süd-Australien vor. Sie bewohnt dort die mit dichten Spinifexgras bewachsenen Sanddünen. Zur Nahrung der Vögel zählen vor allem kleinere Insekten und Pflanzensamen.

## Fortpflanzung
Das kugelförmige, nach oben hin abgeflachte Nest besteht aus ineinander geflochtenen Gräsern. Die genaue Anzahl der Eier, vermutlich bis zu vier Stück, sowie die genaue Brut- und Nestlingsdauer sind nicht bekannt.

## Gefährdung
Zur Bedrohung der Vögel zählen u. a. verwilderte Hauskatzen, welche die Brut der Vögel zerstören. Die IUCN stuft diese Art aufgrund ihres weiten Verbreitungsgebietes als nicht gefährdet (Least Concern) ein.